# Montserrat
Montserrat er en frodig, bjergrig ø i det Caribiske Hav. Øen er 102 km² og havde 4.900 indbyggere i 2012. Den er en del af øgruppen Leeward Islands og en del af ø-kæden kaldet De små antiller. Øen ligger sydvest for Antigua, sydøst for Nevis og nordvest for Guadeloupe.
Montserrat er et Britisk oversøisk territorium. Øens hovedstad Plymouth blev ødelagt og to tredjedele af befolkningen flygtede grundet vulkanen Soufrière Hills udbrud der begyndte den 18. juli 1995.

## Historie
Montserrat var befolket af arawak og cariber da øen blev opdaget af Christofer Columbus på hans anden tur til den nye verden i 1493. Han gav øen navnet 'Isla de Santa María de Montserrat', opkaldt efter bjerget i Spanien med samme navn.
Øen kom under britisk kontrol i 1632 da en gruppe irere fra naboøen St. Kitts, som de havde flygtet fra på grund af deres antikatolske holdninger.
1674 dannede Montserrat sammen med Antigua, St. Kitts og Nevis et forbund af engelske ø-kolonier med et fælles parlament under guvernøren William Stapleton.
De europæiske bosættere dyrkede tobak, sukkerrør og bomuld. Til arbejdet i markerne blev der indført vestafrikanske slaver. Deres efterkommere danner i nutiden befolkningsflertallet.
Under den amerikanske revolution, blev Montserrat i 1782, okkuperet af Frankrig. Øen kom tilbage under britisk kontrol som en følge af Versaillestraktaten.
1838 blev slaveriet afskaffet.
Fra 1871 til 1956 blev øen administreret som en del af Windward Islands Federation, og blev derefter en provins i Den vestindiske føderation fra 1958 til 1962.
1966 valgte indbyggerne i stedet for at få selvstændighed at fortsætte som britisk kronkoloni.
Orkanen Hugo raserede i 1989 det meste af øen. Montserrats økonomi blev derefter sat kraftig tilbage på grund af vulkanudbruddene som startede i 1995. Øen blev også samfærdselsmæssigt isoleret da både luft- og havhavnene måtte lukkes. Genopbygningen kom imidlertid i gang i den sidste del af 1990'erne, og mange fik arbejde inden for byggeri og anlæg. I 1998 begyndte tilbage-flytningen, men boligmangel har medført en stærk begrænsning af hvor mange som har kunnet returnere. Myndighederne har midlertidig etableret sig i Brades, ved Carr's Bay og Little Bay-området på den nordvestlige side af øen. Genopbygningen bliver hovedsagelig finansieret af økonomisk bistand fra Storbritannien.

## Økonomi og næringsliv
Vedvarende vulkansk aktivitet, som startede i juli 1995, har lagt en dæmper for denne lille og åbne økonomi. Lufthavnen og havnen blev ødelagt under vulkanudbruddet i 1997, noget som yderligere forværrede den økonomiske og sociale situation. En ny lufthavn blev anlagt på nordsiden af øen og blev åbnet af Prinsesse Anne af Storbritannien i februar 2005, og det første kommercielle fly landede den 11. juli 2005.
Landbruget har store problemer på grund af manglende dyrkbar jord, da store markarealer blev overdækket med lava.
Den økonomiske udvikling afhænger meget af udviklingen i den vulkanske aktivitet og hvor hurtig myndighederne får genopbygget øen. Storbritannien er den vigtigste bidragsyder med over $122,8 millioner dollar årlig i støtte.
- Kort
- Kort
- Efter vulkanudbrudet foto fra 2012
- Plymouth i 2012
- Plymouth i 2012

- Wikimedia Commons har flere filer relateret til Montserrat

16°45′N 62°12′V / 16.75°N 62.2°V